# Coralliophila africana
Coralliophila africana is een slakkensoort uit de familie van de Muricidae. De wetenschappelijke naam van de soort is voor het eerst geldig gepubliceerd in 2002 door Smriglio & Mariottini.